# Hangen-Wahlheim
Hangen-Wahlheim ist ein Weiler, der heute zu Alsheim, einer Ortsgemeinde im rheinhessischen Landkreis Alzey-Worms in Rheinland-Pfalz, gehört.

## Geographie
Der Weiler liegt versteckt inmitten der Weinberge auf halber Höhe der Rheinterrasse (140 m über Null) zwischen Alsheim und Guntersblum. Die Hauptstraße des Straßendorfes endet im Weinberg auf dem Weg zu einem denkmalgeschützten Wasserbehälter. Ein Nebenweg führt zu zwei weiteren Häusern und dem von der Zufahrt aus nicht sichtbaren Wahrzeichen des Ortes, der Kirchenruine Maria-Magdalena.

## Geschichte
Die älteste erhaltene Erwähnung des Dorfes Hangen-Wahlheim, als „Walaheimberge“, (zeitweise war die Schreibweise Hangenwahlheim üblich) stammt von 768. Sie steht in einer Urkunde des Klosters Lorsch. Das Kloster Otterberg war im Ort begütert.
Hangen-Wahlheim war bis zum 25. Mai 1800 unabhängig. Ab dem Zeitpunkt wurde es unter französischer Besetzung von der Mairie Alsheim im Kanton Bechtheim, der Teil des Departements Donnersberg war, verwaltet. Hangen-Wahlheim war aber noch mit eigenen Verwaltungsbefugnissen versehen. Aufgrund der 1815 auf dem Wiener Kongress getroffenen Vereinbarungen und einem 1816 zwischen dem Großherzogtum Hessen, Kaisertum Österreich und dem Königreich Preußen geschlossenen Staatsvertrag kam die Region und damit auch der Weiler zum Großherzogtum Hessen und wurde von diesem der Provinz Rheinhessen zugeordnet. Nach der Auflösung der rheinhessischen Kantone kam der Ort 1835 zum neu errichteten Kreis Worms, zu dem er bis zur Gründung des Kreises Alzey-Worms 1969 gehörte.

## Kultur und Sehenswürdigkeiten

### Bauwerke
| Bezeichnung                | Lage                                        | Baujahr         | Beschreibung | Bild            |
| -------------------------- | ------------------------------------------- | --------------- | --- | --------------- |
| Kirche St. Maria-Magdalena | Hangen-Wahlheim Lage                        | 13. Jahrhundert | Kirchenruine, Reste eines spätgotisch überformten Saalbaus des 13. Jahrhunderts; auf dem Kirchhof Grabkreuze, frühes 18. Jahrhundert. Die Pfarrkirche wurde 1496 erwähnt. Umfassungsmauern, Türen und Maßwerkfenster eines kleinen Saalbaues mit dreiseitig gebrochener Chornische und westlichem Giebelreiter. | Fotos hochladen |
| Wasserbehälter             | Hangen-Wahlheim, Gewann An der Kühhohl Lage | um 1905         | neuklassizistisch gefärbter Jugendstiltypenbau | Fotos hochladen |